# Andrew Durante
Andrew Durante (Sydney, 3 maggio 1982) è un ex calciatore australiano naturalizzato neozelandese.

## Caratteristiche tecniche
Andrew Durante è un centrale difensivo forte fisicamente, dotato di un'ottima elevazione e ha nel suo repertorio un discreto colpo di testa. La sua grinta ed il suo carisma lo rendono un trascinatore della squadra.

## Carriera

### Club
Durante inizia la carriera nel Sydney Olympic con cui debutta nel 2001. Dopo tre stagioni si trasferisce al Paramatta Power, totalizzando solamente 5 presenze prima di trasferirsi nel maggio del 2005 al Balestrier Khalsa.
Dopo un'altra breve parentesi al Sydney Olympic, passa al Newcastle Jets con cui vince la A-League nel 2008. L'anno seguente si trasferisce al Wellington Phoenix, l'unico club neozelandese iscritto al campionato australiano. Inseritosi immediatamente nei meccanismi della squadra, contribuisce al raggiungimento della finale della Pre-Season Cup persa contro il Melbourne Victory. Nella stagione 2009-10 ha giocato ininterrottamente tutti gli incontri del Phoenix senza essere sostituito, portando per la prima volta i neozelandesi alla qualificazione dei play-off della A-League. In semifinale realizza la sua prima marcatura nella categoria, siglando la rete del momentaneo 1-1 contro il Sydney FC, che poi vincerà l'incontro per 4-2. Il 21 febbraio 2011, il Wellington Phoenix annuncia che Durante sarebbe stato prestato al Sydney FC, per aiutarli nella loro prima Champions League asiatica. Con la maglia azzurra gioca 5 partite, per fare quindi ritorno in Nuova Zelanda.
Ha disputato l'ultima stagione con il Western United FC prima di ritirarsi al termine della stagione 2020/2021.

### Nazionale
Ottenuta la cittadinanza neozelandese, il 26 marzo 2013 Durante ha esordito con gli All Whites nell'incontro vinto contro le Isole Salomone. Nel 2016 gioca ambedue le amichevoli internazionali contro Usa e Messico. Fa inoltre parte dei 23 giocatori selezionati per la Confederation Cup 2017 nella quale parte dal primo minuto in tutti e tre i match:contro la Russia, padrona di casa, il Messico ed infine il Portogallo di Cristiano Ronaldo. A novembre 2017 gioca la partita decisiva dei playoff Contro il Perù, persa 2-0.A seguito della mancata qualificazione ai mondiali 2018, annuncia il suo ritiro dal calcio internazionale.

## Palmarès

### Competizioni nazionali
- Campionato australiano: 1

Newcastle Jets: A-League 2007-08